# Eudocima anguina
Eudocima anguina là một loài bướm đêm thuộc họ Erebidae. Nó được tìm thấy ở Nam Mỹ và in hầu hết Costa Rica.
Not that much is known about this loài bướm đêm.